# Higehiro: After Being Rejected, I Shaved and Took in a High School Runaway
Higehiro: After Being Rejected, I Shaved and Took in a High School Runaway (jap. ひげを剃る。そして女子高生を拾う。 Hige o soru. Soshite joshi kōsei o hirou.) – seria light novel napisana przez Shimesabę i zilustrowana przez boootę, publikowana od lutego 2018 do czerwca 2021. Na jej podstawie powstała manga zilustrowana przez Imaru Adachi, która ukazuje się na łamach magazynu „Gekkan Shōnen Ace” od listopada 2018. Adaptacja w formie serialu anime, wyprodukowana przez studio Project No.9, była emitowana od kwietnia do czerwca 2021.

## Fabuła
Młody pracownik biurowy Yoshida w końcu zbiera się na odwagę i wyznaje uczucia swojej szefowej i wieloletniej sympatii Airi Gotō, jednak zostaje odrzucony. Aby uwolnić się od smutku wychodzi pić ze swoim współpracownikiem i najlepszym przyjacielem Hashimoto. Wracając nietrzeźwy do domu, spotyka Sayu Ogiwarę, licealistkę, która prosi go o nocleg. Wpuszcza ją pod dach z litości i dlatego, że jest zbyt wyczerpany, by się kłócić, mówiąc sobie, że jutro ją wygoni. Następnego dnia, już trzeźwy, Yoshida pyta Sayu, jak znalazła się w jego mieszkaniu. Dziewczyna wyjawia, że uciekła z domu i prostytuowała się przypadkowym mężczyznom w zamian za miejsce do mieszkania. Poznając jej historię, Yoshida nie jest w stanie wyrzucić jej z mieszkania. W ten sposób zaczyna się ich wspólne życie.

## Bohaterowie
- Yoshida (jap. 吉田)

Seiyū: Kazuyuki Okitsu 
- Sayu Ogiwara (jap. 荻原 沙優 Ogiwara Sayu)

Seiyū: Kana Ichinose 
- Airi Gotō (jap. 後藤 愛依梨 Gotō Airi)

Seiyū: Hisako Kanemoto 
- Yuzuha Mishima (jap. 三島 柚葉 Mishima Yuzuha)

Seiyū: Kaori Ishihara 
- Hashimoto (jap. 橋本)

Seiyū: Yūsuke Kobayashi 
- Asami Yūki (jap. 結城 あさみ Yūki Asami)

Seiyū: Natsumi Kawaida 

## Light novel
Seria początkowo ukazywała się od 8 marca 2017 do 3 sierpnia 2018 jako powieść internetowa w serwisie Kakuyomu. Następnie została wydana jako light novel z ilustracjami autorstwa boooty nakładem wydawnictwa Kadokawa Shoten. Pierwszy tom opublikowano 1 lutego 2018, natomiast ostatni 1 czerwca 2021.
Zbiór opowiadań, zatytułowany Hige o soru. Soshite joshi kōsei o hirou. Each Stories (jap. ひげを剃る。そして女子高生を拾う。 Each Stories), został wydany 26 grudnia 2020.
| Nr | Data wydania (język japoński) | ISBN (język japoński)  |
| -- | ----------------------------- | ---------------------- |
| 1  | 1 lutego 2018                 | ISBN 978-4-04-106475-7 |
| 2  | 1 czerwca 2018                | ISBN 978-4-04-107084-0 |
| 3  | 1 stycznia 2019               | ISBN 978-4-04-107085-7 |
| 4  | 1 sierpnia 2020               | ISBN 978-4-04-108260-7 |
| 5  | 1 czerwca 2021                | ISBN 978-4-04-108262-1 |

## Manga
Na podstawie light novel powstała manga zilustrowana przez Imaru Adachi, która ukazuje się na łamach magazynu „Gekkan Shōnen Ace” od 26 listopada 2018. Pierwszy tankōbon został opublikowany 25 maja 2019, według zaś stanu na 26 czerwca 2023, do tej pory wydano 10 tomów.
| Nr | Data wydania (język japoński) | ISBN (język japoński)  |
| -- | ----------------------------- | ---------------------- |
| 1  | 25 maja 2019                  | ISBN 978-4-04-108351-2 |
| 2  | 26 października 2019          | ISBN 978-4-04-108857-9 |
| 3  | 26 maja 2020                  | ISBN 978-4-04-109452-5 |
| 4  | 25 listopada 2020             | ISBN 978-4-04-109453-2 |
| 5  | 26 marca 2021                 | ISBN 978-4-04-111204-5 |
| 6  | 26 sierpnia 2021              | ISBN 978-4-04-111707-1 |
| 7  | 25 lutego 2022                | ISBN 978-4-04-111708-8 |
| 8  | 26 lipca 2022                 | ISBN 978-4-04-112721-6 |
| 9  | 26 grudnia 2022               | ISBN 978-4-04-113268-5 |
| 10 | 26 czerwca 2023               | ISBN 978-4-04-113828-1 |

Manga zilustrowana przez Baramatsu Hitomi, będąca adaptacją zbioru opowiadań Hige o soru. Soshite joshi kōsei o hirou. Each Stories, ukazywała się w magazynie „Shōnen Ace Plus” od 5 marca 2021 do 3 grudnia 2021. Została zebrana w 2 tankōbonach, wydanych 26 sierpnia 2021 i 25 lutego 2022.
| Nr | Data wydania (język japoński) | ISBN (język japoński)  |
| -- | ----------------------------- | ---------------------- |
| 1  | 26 sierpnia 2021              | ISBN 978-4-04-111709-5 |
| 2  | 25 lutego 2022                | ISBN 978-4-04-112721-6 |

## Anime
26 grudnia 2019 Kadokawa Sneaker Bunko zapowiedziało adaptację w formie anime. Później ujawniono, że będzie to serial telewizyjny wyprodukowany przez Dream Shift, zanimowany przez studio Project No.9 i wyreżyserowany przez Manabu Kamikitę. Scenariusz napisał Deko Akao, postacie zaprojektował Takayuki Noguchi, a muzykę skomponował Tomoki Kikuya. 13-odcinkowa seria była emitowana od 5 kwietnia do 28 czerwca 2021 w stacjach AT-X, Tokyo MX i BS11. Motywem otwierającym jest „Omoide Shiritori” w wykonaniu Dialogue+, końcowym zaś „Plastic Smile” autorstwa Kaori Ishihary. Prawa do streamingu serii nabył Crunchyroll.

### Lista odcinków
| №  | Tytuł                                                                                      | Premiera         |
| -- | ------------------------------------------------------------------------------------------ | ---------------- |
| 1  | The Teenage Girl Beneath the Lamplight Denchū no shita no joshi kōsei (電柱の下の女子高生) | 5 kwietnia 2021  |
| 2  | Cell Phone Keitai (携帯)                                                                   | 12 kwietnia 2021 |
| 3  | Living Together Kyōdō seikatsu (共同生活)                                                  | 19 kwietnia 2021 |
| 4  | Part-Time Job Baito (バイト)                                                               | 26 kwietnia 2021 |
| 5  | Reality Genjitsu (現実)                                                                    | 3 maja 2021      |
| 6  | Starry Sky Hoshizora (星空)                                                                | 10 maja 2021     |
| 7  | Yearning Renbo (恋慕)                                                                      | 17 maja 2021     |
| 8  | Summer Festival Natsumatsuri (夏祭り)                                                      | 24 maja 2021     |
| 9  | Past Kako (過去)                                                                           | 31 maja 2021     |
| 10 | Proof Shōmei (証明)                                                                        | 7 czerwca 2021   |
| 11 | Resolve Kakugo (覚悟)                                                                      | 14 czerwca 2021  |
| 12 | Mother Hahaoya (母親)                                                                      | 21 czerwca 2021  |
| 13 | Future Mirai (未来)                                                                        | 28 czerwca 2021  |